# Egesina cylindrica
Egesina cylindrica là một loài bọ cánh cứng trong họ Cerambycidae.